# Mutó Júgi
Mutó Júgi (武藤 遊戯; Hepburn: Yūgi Mutō) egy kitalált szereplő Takahasi Kazuki Yu-Gi-Oh! című anime- és mangasorozatában, egyben a főhős és főszereplő, Jami Jugival együtt. Egy fiatal kedves, jószívű gimnazista, akinek birtokában van az Ezeréves Ikonok egyik tárgya, a Kirakó, amiben a 3000 éves fáraó Jami (vagy Atem) szelleme van. Erről tud és tisztában van vele. Nagy rajongója a Duel Monsters kártyajátéknak, s miután Kaiba Szetot és a további ellenfeleit is legyőzi, világbajnok lesz. Megszerzi az egyik Isten Kártyát, a Slifer-t, később a másik kettő is hozzá kerül.

## A szereplő megalkotása és az alapelgondolás
A karaktert Takahasi Kazuki alkotta meg. Júgi legtöbbször az iskolai egyenruhájában van. A Battle City részek alatt, amikor Jamira változik, a kabátját köpenyként hordja. A haja mint egy punknak, elől szőke tincsekkel, vörös és fekete hajjal lett megalkotva, szemei nagyok és ibolya színűek. Az Ezeréves Kirakót lánccal kötve a nyakában hordja nyakláncként (az Első Részben kötéllel kötve hordta). A párbajok során a bal kezén hordja a Duel Disk-et.
Miután megkapta a kirakó darabjait, 8 éven át rakosgatta. Miután kirakta, a 3000 éves fáraó szelleme a kirakóba és a testébe költözött. Miután a fáraó legyőzte a gonosz Zorkot, feláldozta lelkét a népe megmeneküléséért, s az Everéves Kirakóba zárta. Először Júgi nem tudott róla. Amikor párbajra vagy veszélyre kerül a sor, átveszi Jami teste felett az irányítást, s segít neki, ami után nem tisztán emlékszik.
Kedvenc kártyalapja a Sötét Varázsló.

## Kapcsolatai és személyisége
Júgi egy kedves fiúnak lett alkotva, aki hű a barátaihoz, de nem tűri ha barátaival együtt sértegetik. Dzsonoucsi Kacujaval ellentétben ő nyugodt, és sose keveredik verekedésbe. Domino City-ben él édesanyjával és nagyapjával, édesapja egy vállalkozás miatt távol él tőlük. Egy iskolába és osztályba jár legjobb barátaival, Dzsonoucsi Kacujával, Hiroto Hondával és Mazaki Anzuval. Jó barátja még Kaiba Mokuba (Kaiba Szeto kisöccse), valamint az Első Részben Noszaka Miho. Mindenben számít barátaira, még a párbajkor is drukkolnak neki.
Gyermekkora óta jó barátja Mazaki Anzu-nak, aki szerelmes belé. Anzu a sorozat folyamán ezeket kimutatja, csak hogy egyszerre van oda érte és belső szelleme, Jami iránt is. Dzsonoucsi Kacuja és Hiroto Honda régebben piszkálták, s el is vették a kirakósa egyik darabját. Miután az iskola egyik diákja, Usio elverte őket, Jugi védte meg őket, s akkor lettek jó barátok. Azóta elválaszthatatlan barátok lettek. Kaiba Szetóval a kapcsolatuk nem éppen barátságos (általában). Szetónak minden vágya, hogy legyőzhesse, de olykor segítséget és barátságot ajánl neki, amit Szeto nem fogad el. A Battle City-ben van, hogy ketten oldalnak meg dolgokat (ha éppen Jami testében van).

## Megjelenése a manga- és animesorozaton kívül
Júgi az animesorozaton kívül megjelenik még a mozifilmekben, a Konami által kiadott videojátékokban. Feltűnik a Duel Monsters GX-ben és a Yu-Gi-Oh! 3D Bonds Beyond Time-ban.

## Külső hivatkozás
- http://yugioh.wikia.com/wiki/Yugi_Muto (angolul)